# 楠山駅
楠山駅（くすやまえき）は、かつて樺太敷香郡泊岸村に存在した日鉄鉱業泊岸炭鉱専用鉄道の駅である。

## 歴史
- 1938年1月：泊岸炭鉱開山により開業[1]。
- 1945年8月：ソ連軍が南樺太へ侵攻、占領し、駅も含め全線がソ連軍に接収される。
- 1946年4月1日 - ソ連国鉄に編入。ロシア語駅名は「ヴァフルシェフ ウゴリヌイ」。

## 駅周辺
- 泊岸炭鉱

## 隣の駅
日鉄鉱業泊岸炭鉱専用鉄道
泊岸駅 - 楠山駅